# Harold J. Krenshaw
Harold J. Krenshaw est un personnage de fiction apparaissant dans neuf épisodes de la série télévisée Monk. Il est l'ennemi d'Adrian Monk et souffre, comme lui, de troubles obsessionnels compulsifs. Son personnage est interprété par Tim Bagley.

## Biographie
Comme Adrian Monk, Harold souffre de troubles obsessionnels compulsifs et malgré leurs points communs, il se développe une forte rivalité entre les deux hommes. La plupart du temps, ils se disputent pour savoir qui est le plus aimé par le Dr. Kroger, ou bien qui d'entre eux a fait davantage de progrès dans la résolution de leurs problèmes. Leur première rencontre a eu lieu dans la salle d'attente de leur médecin, ils patientaient quand les choses ont rapidement dégénéré. Les deux hommes eurent un différend sur la façon d'organiser les magazines dans le bureau de la salle d'attente. Monk voulait organiser les revues de façon symétrique, alors que Harold insistait sur une organisation par titre.
En plus de souffrir de troubles obsessionnels compulsifs, Harold Krenshaw est aussi victime de paranoïa aiguë et de narcissisme. En conséquence, il veut que tout le monde soit sous ses ordres et l'écoute, en raison de son importance à l'ordre des choses. Mais en réalité, il ressent de la jalousie et de l'envie envers les autres. Il prend aussi souvent plaisir à donner son travail aux autres personnes avant de le faire lui-même, notamment pour Monk.
En 2004, Harold est candidat pour le conseil scolaire de l'école de Julie Teeger et bat son adversaire, Natalie Teeger, avec une marge favorable.
En 2006, alors qu'Adrian Monk a changé de psychiatre, Harold Krenshaw a pris une balle pour sauver la vie Dr. Kroger, menacé de mort.
Harold est marié et a un fils, Jimmy. En 2007, il rend jaloux Monk après qu'il soit devenu célèbre au grand public. En effet, celui-ci croit que Harold Krenshaw est le fameux casse-cou qu'on nomme « Frisco Fly » et qui serait tombé d'un grand immeuble. En réalité, Harold a bien fait cette chute, mais elle était provoquée par son cousin, Joey qui tentait de le tuer pour une histoire d'héritage. Ignorant cette tentative de meurtre, Harold se rallie à la charade, aimant l'attention que le public lui porte. C'est aussi une occasion en or  pour exaspérer Monk et de gagner une nouvelle fois le respect et l'admiration de son fils.
En 2007 toujours, Monk était désireux de faire une faveur au fils de Dr. Kroger, Troy, car Harold lui avait offert une montre-bracelet. 
Après la mort du Dr. Kroger, Harold a tenté une thérapie hypnotique avec un nouveau médecin qui semblait le guérir de ses troubles obsessionnels compulsifs. Désirant faire pareil, Adrian Monk va essayer également. Cependant, la thérapie tourne mal lorsque les sentiments d'euphories de Harold l'amène à se déshabiller en public, jusqu'à se faire arrêter pour outrage à la pudeur. 
Harold a été interviewé pour une émission spéciale commémorant les exploits de Monk comme détective et son ennemi de toujours n'a cessé de tourner en dérision.
En 2009, Harold est devenu un membre du conseil municipal de San Francisco et il a joyeusement voté contre la demande de Monk qui consistait à préserver le parking où Trudy Monk a été assassinée au lieu de le démolir pour construire une aire de jeux pour enfants. Dans un premier temps, Adrian Monk a tenté persuader le reste du Conseil à voter en sa faveur, mais par inadvertance, il s'est emporté et a insulté l'un des membres du conseil initialement favorable à la conservation du parking. Pendant ce temps, Harold découvre une carte de visite laissée, sans le vouloir, par Natalie, et apprend le nom du nouveau thérapeute de Monk, le Dr. Bell, dont Adrian avait entendu parler. Krenshaw annonce donc qu'il irait également voir le Dr. Bell dans l'avenir. Toutefois, le conseil a décidé conserver le parking à la mémoire de Trudy.
Plus tard en 2009, un évènement improbable a forcé Adrian Monk à partir à Los Angeles sous couverture du F.B.I. et à changer de nom. Harold, qui se trouvait en visite à Los Angeles, sortit du restaurant où Monk a déjeuné avec plusieurs gangsters. Ce dernier a réussi à rester dans son personnage et a déclaré à Harold, qui l'avait reconnu, qu'il avait vu le mauvais homme tout en le menaçant de mort immédiate s'il ne s'en allait pas.
Les deux hommes se sont enfin réconciliés quand Monk l'a forcé à assister à des séances de thérapie de groupe avec le Dr. Bell, qui comprenait Harold. Monk et Krenshaw assistaient à leur séance, lorsque deux autres membres du groupe sont tués dans des circonstances mystérieuses ; Harold accuse tout de suite Adrian d'être le tueur. Puis les deux ennemis sont enlevés par le véritable tueur et jetés dans un coffre de voiture ensemble, où ils ont surmonté leur claustrophobie. Harold a admis qu'il a porté de fausses accusations et que ses progrès pour surmonter ses phobies étaient en partie dues à Adrian, alors que celui-ci a admis qu'il enviait le succès relatif de Harold et qu'il lui a appris qu'il fallait aller de l'avant en dépit de ses nombreuses craintes. Les deux hommes ont réalisé qu'ils partageaient plusieurs problèmes identiques et ont même surmonté leur claustrophobie ensemble, avant de s'associer pour s'échapper du coffre de la voiture et de sauver le Dr. Bell de l'assassin. Ensuite, d'un geste extraordinaire, Harold change volontairement de psychiatre et laisse Monk faire ses thérapies de groupe avec le Dr. Bell tout seul, soit des séances individuelles. Finalement, le docteur Neven Bell a déclaré qu'Adrian a eu un véritable ami et ce dernier n'a pas dit le contraire.